# パレード (ミュージカル)
『パレード』（英: Parade）は、レオ・フランク事件を題材とした社会派ミュージカルである。

## あらすじ

### 第一幕
南北戦争当時のアメリカ南部・ジョージア州マリエッタ。祖国のために出征する若い兵士が独り、ジョージア州の象徴である樫の巨木の前で、恋人にいつの日かの再会を誓う。

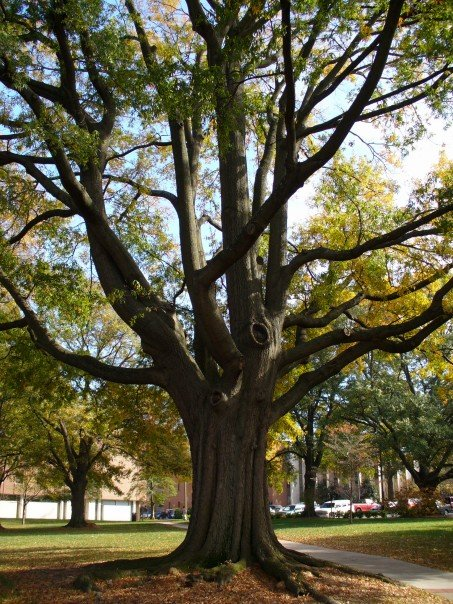
ジョージア工科大学キャンパス内にある樫の木。

それから約50年後、1913年4月26日のアメリカ南部・ジョージア州アトランタ。この日は戦没者追悼記念日で、南北戦争の英霊達を讃える歌が高らかに響いている。若かった兵士は既に年老いて、片方残った足で式典に臨んでいた。("プロローグ：ふるさとの赤い丘")スレイトン知事の祝辞が終わると、待ちに待ったパレードが始まり、街全体が熱狂の渦に巻き込まれてゆく。("アトランタの夢")
一方、若いユダヤ人レオ・フランクは、そんな喧騒に辟易しており、家の中で妻のルシールに当たり散らしていた。("ここを我が家とどうして呼べる？) 
家の外では、フランキーがメアリーを映画に誘っていた。だがメアリーは給料の受け取りがあるからとフランキーの誘いを断る。("映画に行こう")
場面はレオのオフィスへと移る。レオは帳簿付けに追われているが、なぜか何度も計算を間違ってしまう。ルシールも家で独り、彼との温度差や、久々の休みのピクニックを断られたことを思い出し、結婚は本当に正しかったのか煩悶していた。("レオの仕事/何を待ってるの？")そんな時、レオの元へメアリーが訪れる。給料を受け取ってオフィスを出て行こうとした時、彼女は何か思い出したかのようにレオの方へ向き直った。
　その晩、レオの家のチャイムを何者かが叩いた。彼らは警察で、レオに何も聞かずに同行するよう命じる。彼が連れられて行った場所は、なんと自身がマネージャーとして務めている鉛筆工場だった。そこで、レオは初めて、強姦殺人が起こったこと、被害者はメアリー・フェイガン、つまり昼間に給料を受け取りにきた少女だったことを告げられる。遺体の第一発見者である夜警のニュート・リーは、発見時の様子を語り("捜査") 、レオが電話に出なかったことを挙げ、彼が怪しいと言い出す始末。レオは否定するが、連行されてしまう。ちょうどその時、工場から帰ってこない娘を心配し、訪ねてきたフェイガン夫人は娘の死を知るのだった。

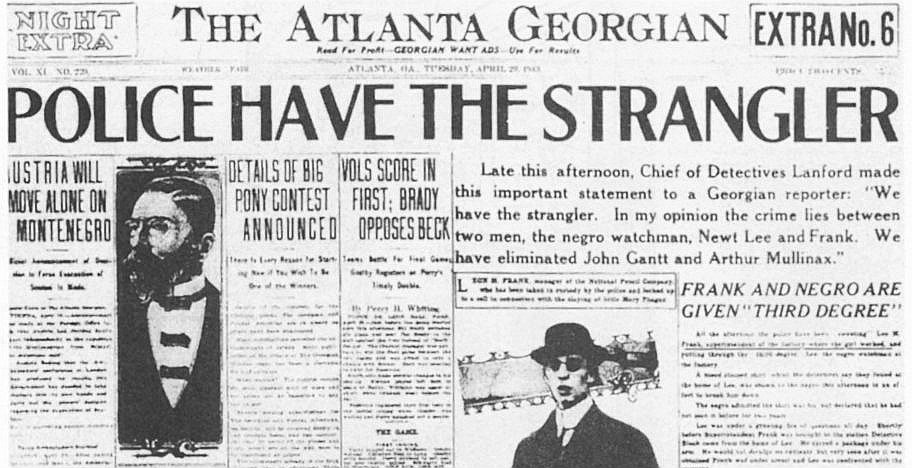
レオとニュート・リーの緊急逮捕を報じる新聞記事。

町外れではメアリーの葬儀がしめやかに執り行われており、事件の匂いを嗅ぎつけた新聞記者のグレイクも葬儀に潜り込む。そこでは、参列者は皆一様に、穏やかな街を襲った悲劇に打ちひしがれていた。("葬儀:救いの泉/意味がわからない")フランキーはメアリーの敵討ちに燃え、反ユダヤ主義者のワトソンもこの事件に目をつけていた。("ワトソンの子守唄")
一方、ドーシーを始めとする警察側は、事件の早期解決を図っており、当初は黒人を容疑者にするのが穏便と考えていたものの、黒人のニュート・リーに話を聞いても埒があかない。その結果、ユダヤ人であるレオが容疑者となってしまった。("何かおかしい")グレイクはレオに関して、虚実入り混じった、市民感情を煽る様な記事を書き立てた。("ビッグ・ニュース")
拘置所のレオの元に弁護人が訪れ、レオを宥め透かそうとしている裏で、ドーシーは工場の管理人のジム・コンリーに、脱獄疑惑をネタにある取引を持ちかける。その頃、ルシールの元には、グレイクの中傷記事に焚き付けられた記者たちが押しかけていた。("あなたは彼を知らない")世論がレオに圧倒的不利に傾く中、いよいよ裁判が開廷する。
　

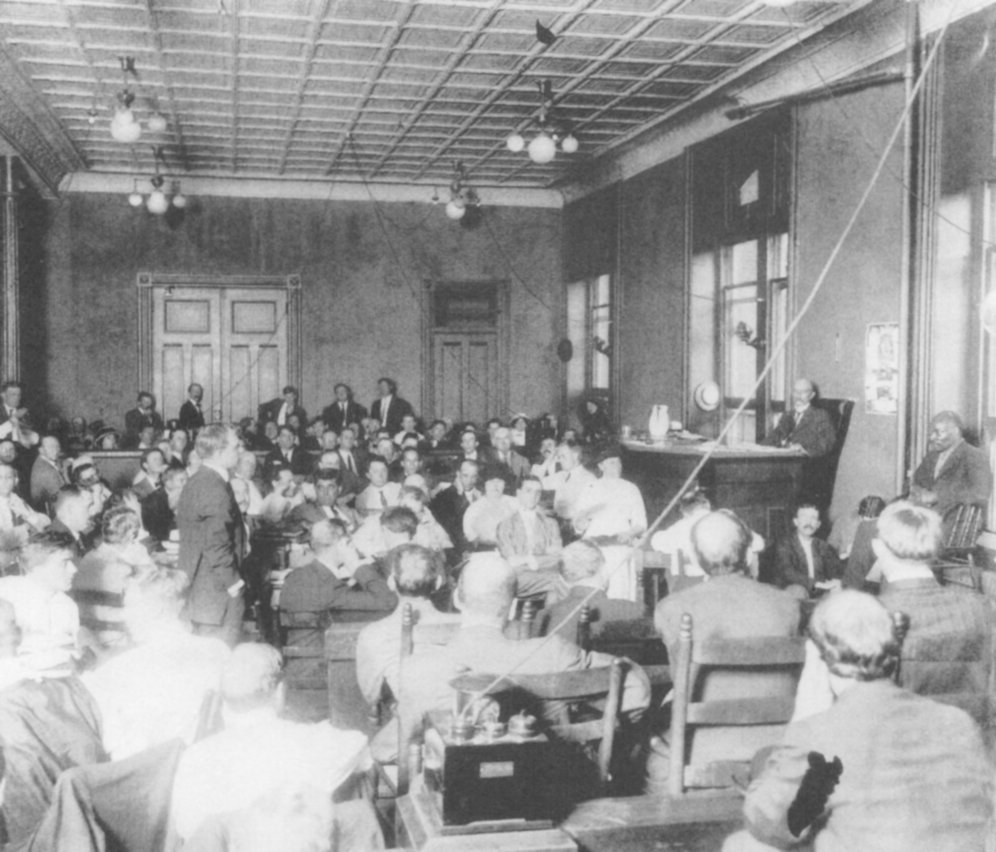
実際の裁判初日の写真。

裁判当日、裁判所の外は、ワトソンに煽られ怒り狂った群衆でひしめいていた。("裁判パート1 正義の鉄槌") ドーシーが起訴状を読み上げ("裁判パート2 マリエッタから20マイル")、証人尋問が始まってゆく。フランキーは、メアリーはレオに言い寄られ悩んでいたと証言し("裁判パート3 フランキーの証言")、メアリーの同僚の少女たちも、レオが女子更衣室に侵入して来たと述べた。("裁判パート4 工場の少女たち/僕のオフィスにおいで")ミニーは容疑者を目撃したと話し、("裁判パート5 ミニーの証言")メアリーの母親は、貧乏な暮らししかさせれなかった事、学校を辞めさせた事、犯罪者から守ってあげられなかった事もきっとあの子なら許してくれるでしょうと涙ながらに語り、ドーシーもメアリーが最後に身につけていた衣服を見せて、傍聴席の同情を誘おうとした。("裁判パート6 あの子は許すでしょう")最後の証言者ジム・コンリーが証言台に立ち、レオの殺人を目撃し、死体遺棄に加担したことを証言した。("裁判パート7 彼はそういった")

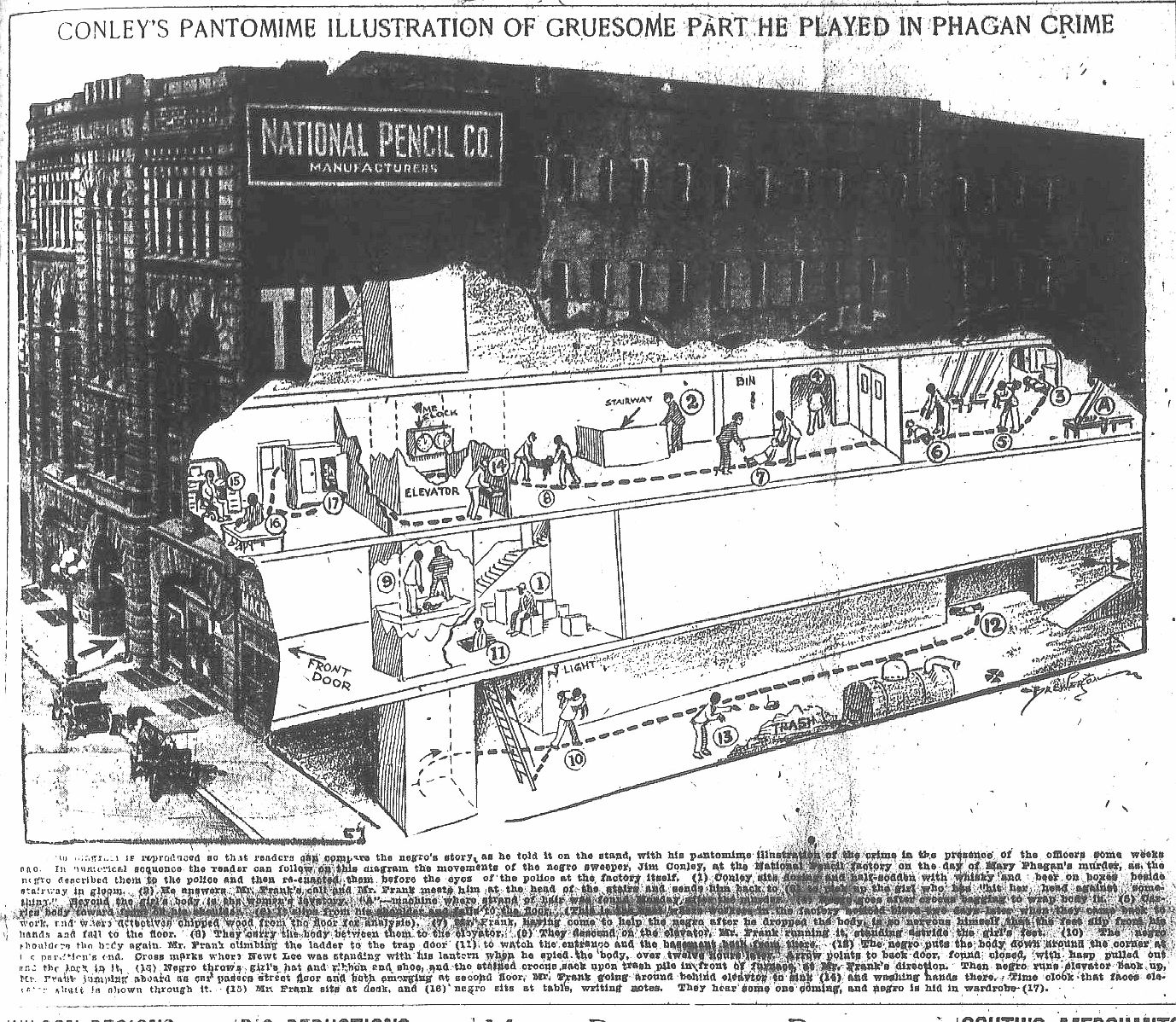
ジム・コンリーが裁判で語ったとされる死体遺棄の過程。

そして、レオは必死にありのままの気持ちを述べ、無罪を主張するのだった。("裁判パート8 ありのままの僕を")しかし、必死の嘆願も虚しく、レオには死刑判決が下るのだった。("裁判パート9 論告求刑と評決")

### 第二幕
事件から1年。レオは控訴に向けた手続きを進めていた。しかし、この事が公にされた時、世論は強い拒否反応を示した。これを遠巻きに見ていたアフリカ系アメリカ人たちは、被害者が黒人だったとしても同じ反応をしたのかと冷ややかな目をしていた。("ガタガタ騒いで")
面会に来たルシールはレオに、彼が控訴審に向けた手続きを進めていることをクレイグに話したと打ち明けた。しかし、レオはこれに対してひどく怒り、今後一切の他言無用を言いつける。ルシールも、私のすることが気に入らないなら全部自分ですれば良いじゃないと言い返す。("あなた一人で") 
スレイトン知事の家では、知事自ら客を招いてのダンスパーティーが催されていた。("ティー・ダンス・パート1")だが、陽気な音楽の裏ではワトソンとドーシーの知事選への秘密裏な取引が行われている。ワトソンはドーシーに、自分の新聞社に忖度してくれるなら全面的に支持すると持ちかける。そんなことは露知らず、スレイトンは楽しげに踊り続けるのだった。("素敵なミュージック")一方、スレイトンと上手い事ペアになったルシールは、彼にレオの無罪を直訴する。しかし、煮え切らない知事に対し痺れを切らしたルシールは、愚かで臆病者だと彼を罵りその場を去った。("ティー・ダンス・パート2")後日、ローン判事とドーシーは魚釣りに出掛け、政治の雲行きと選挙について語り合うのだった。("栄光") 
拘置所のレオの元をルシールが訪れた。なんとスレイトン知事が再調査に協力してくれると言うのだ。この吉報を聞いた二人は大いに喜ぶのだった。("まだ終わりじゃない") 
ルシールとスレイトンは、手始めに工場の少女たちの証言を洗い直すことにした。すると、彼女らは、裁判で語った女子更衣室の件は、休憩が終わっても仕事に戻らなかったのを咎められたに過ぎない事を白状した。("工場の少女たち リプリーズ")さらに、ミニーの調書に関しても、彼女が文盲であることを指摘すると、ミニーはドーシーに唆された事を口にした。("ミニー・マクナイト リプリーズ") 最後に、幇助の罪で刑務所に戻っているジム・コンリーの元を訪れた。しかし、彼だけは、終始飄々とした態度で証言を撤回することは無かった。("ブルース:土砂降りの中で")
さらに一年後、スレイトンはレオに恩赦を与え無期懲役に減刑することを宣言した。しかし、この事はジョージア州全土、とりわけワトソンとドーシーを始めとするマリエッタの民衆から凄まじい反発を受け、ついには知事の役職から追放されるに至った。("洪水の時、お前は？")
死刑から無期懲役に減刑され刑務作業に服しているレオの元へルシールが訪ねる。それは、あの時果たせなかったピクニックの約束のためだった。ルシールは見張りに掛け合い、しばしの間二人きりで過ごした。そこで、ルシールは彼の愛を再確認し、レオは妻を見くびっていた事を実感するのだった。("無駄にした時間")
しかし、幸せな時も束の間、何者かの手によりレオは刑務所から遥か遠く、メアリーの故郷マリエッタまで拉致されてしまうのだった。フランキーをはじめとする面々はレオを木に括り付け、自白を迫る。しかし、彼がこれを拒否すると彼の足場を払い除け、縛り首にした。("拉致と縛り首") 

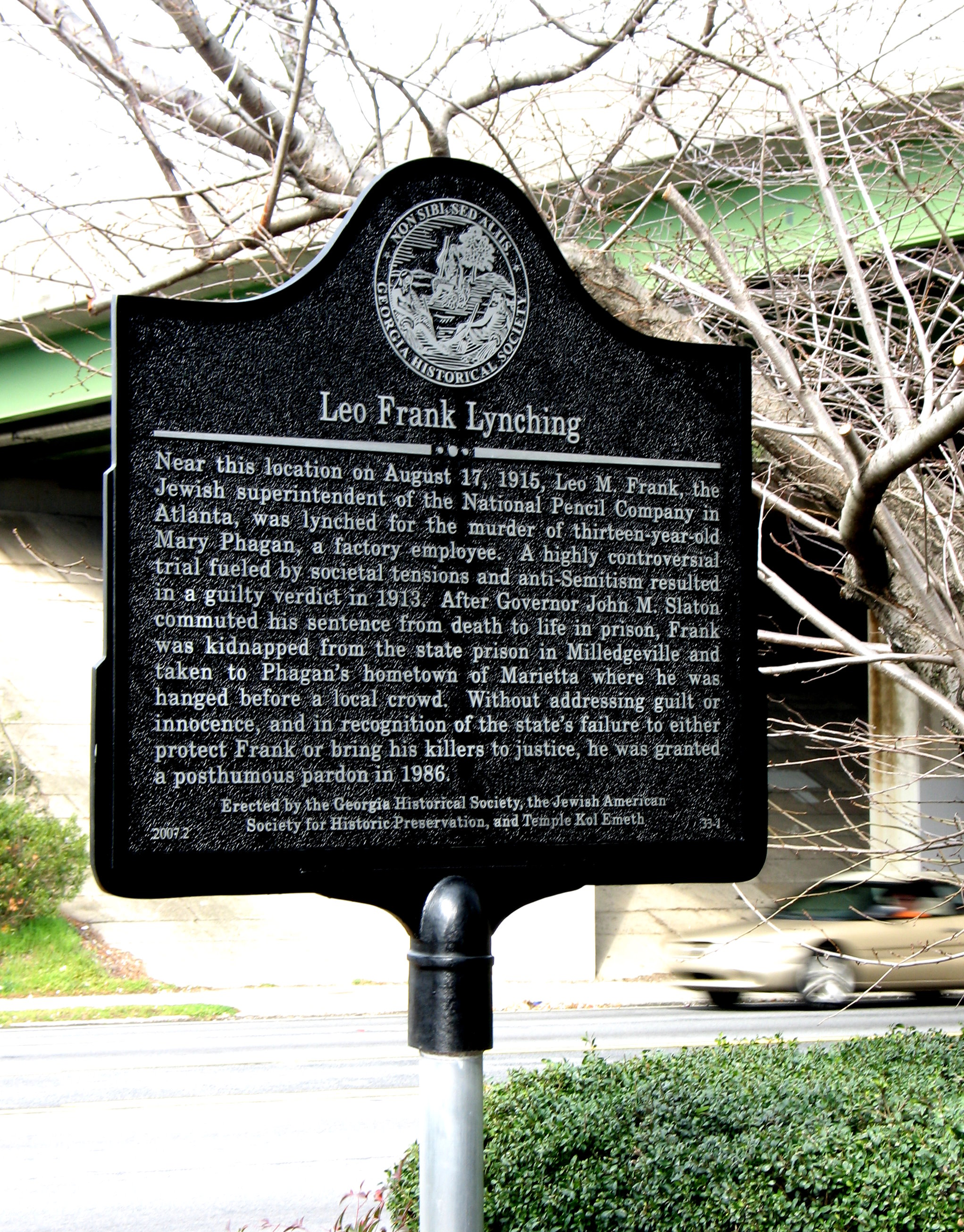
レオがリンチを受けた場所付近の看板。

1916年4月26日クレイグはレオの家を訪ねる。すると、喪服に身を包んだルシールが出て来て、全てが終わったこと、ドーシーが知事となった今でもこの地を去るつもりはない事を告げた。最後に、クレイグは一枚の手紙を差し出して、その場を去った。
3年前　鉛筆工場
レオの元へメアリーが訪れる。給料を受け取ってオフィスを出て行こうとした時、彼女は何か思い出したかのようにレオの方へ向き直った。そして、

追悼記念日おめでとう

と呟いた。
鳴り響くパレードの歓声。その影にただ一人、祈り続けるルシールの姿があった。("フィナーレ")

## ミュージカルナンバー

### 第一幕
- Prologue: "The Old Red Hills of Home"（プロローグ：ふるさとの赤い丘） / 若い兵士、老いた兵士、町の人々
- Anthem: "The Dream of Atlanta"（アトランタの夢） / 町の人々
- "How Can I Call This Home?"（ここを我が家とどうして呼べる？） / レオ、スレイトン、町の人々
- "The Picture Show"（映画に行こう） / フランキー、メアリー
- "Leo At Work" / "What Am I Waiting For?"（レオの仕事/何を待ってるの？） / レオ、ルシール、町の人々
- "Interrogation: 'I Am Trying to Remember...' "（捜査） / ニュート・リー
- Funeral: "There is a Fountain" / "It Don't Make Sense"（葬儀:救いの泉/意味がわからない） / フェイガン夫人、フランキー、葬儀の参列者、子供たち
- "Watson's Lullaby"（ワトソンの子守唄） / ワトソン
- "Somethin' Ain't Right"（何かおかしい） / ドーシー
- "Real Big News"（ビッグ・ニュース） / クレイグ、記者、群衆
- "You Don't Know This Man" （あなたは彼を知らない） / ルシール
- "Hammer of Justice" （裁判パート1 正義の鉄槌） / ワトソン/群衆
- "Twenty Miles From Marietta" （裁判パート2 マリエッタから20マイル） / ドーシー
- "Frankie's Testimony"（裁判パート3 フランキーの証言） / フランキー、メアリー、群衆
- "Factory Girls / Come Up to My Office"（裁判パート4 工場の少女たち/僕のオフィスにおいで） / レオ、アイオラ、エッシー、モンティーン
- "Minnie McKnight's Testimony"（裁判パート5 ミニーの証言) /ワトソン、ミニ
- "My Child Will Forgive Me"（裁判パート6 あの子は許すでしょう） / フェイガン夫人
- "That's What He Said"（裁判パート7 彼はそういった） / ジム・コンリー、群衆
- "Leo's Statement: It's Hard to Speak My Heart"（裁判パート8 ありのままの僕を） / レオ
- "Closing Statements and Verdict"（裁判パート9 論告求刑と評決） / 群衆

### 第二幕
- "Act Two Prelude "（第二幕プレリュード） / ワトソン、アンサンブル
- "Rumblin' and a Rollin'"（ガタガタ騒いで） / ライリー、アンジェラ
- "Do It Alone"（あなた一人で） / ルシール
- "Tea Dance Part1 "（ティー・ダンス・パート1）
- "Pretty Music"（素敵なミュージック） / スレイトン
- "Tea Dance Part2 "（ティー・ダンス・パート2）
- "The Glory"（栄光） / ローン判事、ドーシー
- "This Is Not Over Yet"（まだ終わりじゃない） / レオ、ルシール
- "Factory Girls (Reprise)"（工場の少女たち リプリーズ） / レオ、ルシール、アイオラ、エッシー、モンティーン
- "Minnie McKnight's Reprise"（ミニー・マクナイト リプリーズ） / レオ、ルシール、ミニー
- "Blues: Feel the Rain Fall"（ブルース:土砂降りの中で） / ジム・コンリー、囚人
- "Where Will You Stand When the Flood Comes?"（洪水の時、お前は？） / ワトソン、ドーシー、群衆
- "All the Wasted Time"（無駄にした時間） / レオ、ルシール
- "Abduction and Hanging "（拉致と縛り首） / レオ
- Finale: "The Old Red Hills of Home"（フィナーレ） / レオ、フランキー、町の人々

## 主な出演者

### オリジナル版
| 配役                 | ブロードウェイオリジナルキャスト (1998) | 全米ツアー公演 (2000) | ウェストエンド公演 (2007) |
| -------------------- | --------------------------------------- | --------------------- | ------------------------- |
| レオ・フランク       | Brent Carver                            | David Pittu           | Bertie Carvel             |
| ルシール・フランク   | Carolee Carmello                        | Andréa Burns          | Lara Pulver               |
| フランキー           | Kirk McDonald                           | Daniel Frank Kelley   | Stuart Matthew Price      |
| 若い兵士             | Jeff Edgerton                           | Jeff Edgerton         | Stuart Matthew Price      |
| メアリー・フェイガン | Christy Carlson Romano                  | Kristen Bowden        | Jayne Wisener             |
| ドーシー検事         | Herndon Lackey                          | Peter Samuel          | Mark Bonnar               |
| スレイトン知事       | John Hickok                             | Rick Hilsabeck        | Gary Milner               |
| ブリット・クレイグ   | Evan Pappas                             | Randy Redd            | Gary Milner               |
| パービー             | Don Stephenson                          | Peter Flynn           | Mark Bonnar               |
| ルーサー             | J. B. Adams                             | David Vosburgh        | Stephen Webb              |
| アイビー巡査         | Tad Ingram                              | Tim Salamandyk        | Stephen Webb              |
| 見張り               | Randy Redd                              | David Coolidge        | N/A                       |
| ジム・コンリー       | Rufus Bonds, Jr.                        | Keith Byron Kirk      | Shaun Escoffery           |
| ニュート・リー       | Ray Aranha                              | Ray Aranha            | Shaun Escoffery           |
| レイリー             | J. C. Montgomery                        | C. Mingo Long         | N/A                       |
| ワトソン             | John Leslie Wolfe                       | John Leslie Wolfe     | Norman Bowman             |
| スターンズ           | Peter Samuel                            | Tim Howard            | Norman Bowman             |
| アイオラ             | Brooke Sunny Moriber                    | Siri Howard           | Joanna Kirkland           |
| エッシー             | Emily Klein                             | Emily Klein           | Celia Mei Rubin           |
| モンティーン         | Abbi Hutcherson                         | Sandra DeNise         | Zoe Rainey                |
| アンジェラ           | Angela Lockett                          | Carla J. Hargrove     | Malinda Parris            |
| ローン判事           | Don Chastain                            | Donald Grody          | Steven Page               |
| 老いた兵士           | Don Chastain                            | Donald Grody          | Steven Page               |
| フェイガン夫人       | Jessica Molaskey                        | Adinah Alexander      | Helen Anker               |
| スレイトン夫人       | Anne Torsiglieri                        | Elizabeth Brownlee    | Helen Anker               |

### 日本公演
日本では2017年に初演され、2021年に当時のキャストがほぼ再集結する形で再演された。演出家の森新太郎は初演時のキャストに惚れ込み、2021年の再演に際しては初演時キャスト全員に声を掛けて回ったという。再演版は当初2021年1月15日開幕予定だったが、出演者・スタッフの新型コロナウイルス感染症 (2019年) (COVID-19) 感染が判明し、1月15日から17日までの公演を中止して1月18日開幕となった。またクレイグ役の武田真治は、新型コロナウイルス感染症罹患後、インフルエンザを発症し、初日から1月22日までの公演は田川景一が代役を務めた。
| 役名                        | 日本初演（2017年） | 日本再演（2021年）                                      |
| --------------------------- | ------------------ | ------------------------------------------------------- |
| レオ・フランク              | 石丸幹二           | 石丸幹二                                                |
| ルシール・フランク          | 堀内敬子           | 堀内敬子                                                |
| ブリット・クレイグ          | 武田真治           | - - 武田真治（1月23日 - ） - 田川景一（1月17日 - 22日） |
| ジム・コンリー              | 坂元健児           | 坂元健児                                                |
| ニュート・リー / 老いた兵士 | 安崎求             | 安崎求                                                  |
| フェイガン夫人 / アンジェラ | 未来優希           | 未来優希                                                |
| フランキー                  | 小野田龍之介       | 内藤大希                                                |
| ローン判事                  | 藤木孝             | 福井貴一                                                |
| トム・ワトソン              | 新納慎也           | 今井清隆                                                |
| ヒュー・ドーシー            | 石川禅             | 石川禅                                                  |
| スレイトン知事              | 岡本健一           | 岡本健一                                                |
| メアリー・フェイガン        | フランク莉奈       | 熊谷彩春                                                |

## スタッフ
- 共同構想及びブロードウェイ版演出：ハロルド・プリンス
- 演出：森新太郎
- 翻訳：常田景子
- 訳詞：高橋亜子
- 振付：森山開次
- 音楽監督：前嶋康明

## 上演記録

### ブロードウェー
脚本アルフレッド・ウーリー、作詞・作曲ジェイソン・ロバート・ブラウンで1998年にブロードウェーで初演。

### 日本公演
2017年（日本初演）
- 2017年5月18日 - 6月4日：東京芸術劇場プレイハウス
- 2017年6月8日 - 6月10日：梅田芸術劇場シアター・ドラマシティ（大阪）
- 2017年6月15日：愛知県芸術劇場大ホール

2021年公演
- 2021年1月17日 - 31日：東京芸術劇場プレイハウス
- 2021年2月4日 - 8日：梅田芸術劇場シアター・ドラマシティ（大阪）
- 2021年2月13日・14日：愛知県芸術劇場大ホール
- 2021年2月20日・21日：富山市芸術文化ホール（オーバード・ホール）